# 良岑氏
良岑氏（よしみねうじ）は、「良岑」を氏の名とする氏族。
平安時代に創設された氏で、姓は朝臣である。桓武天皇と百済永継の間に生まれた良岑安世を始祖とする。
江戸時代に二本松藩主となった丹羽氏は良岑姓を自称した。
また尾張国丹羽郡前野村の土豪前野氏は、良岑高成の子良岑(前野)高長の系統である。

## 人物
- 良岑安世（785年 - 830年） - 正三位・大納言・参議
- 良岑宗貞（816年 - 890年） - 正四位下・右少将[2]、法名は遍昭[3]・号花山僧正、三十六歌仙
- 良岑衆樹（862年 - 920年） - 従四位上・参議
- 良岑玄利（? - 910年?） - 雲林院別当、権少僧都、法名は素性、号良因朝臣、三十六歌仙
- 良岑清風（820年 - 863年） - 従四位上（或従四位下）、左少将、美作守
- 良岑義方 - 従四位下
- 良岑晨茂（農茂） - 従五位下
- 良岑行振 - 従五位下、蔵人
- 良岑高成(原高成) - 平忠盛の側室で平忠度の母であるともされる女性の父[4]
- 良岑高長(前野高長) -（良岑氏流前野氏の始祖）